# Ibrahim Pečevija
Ibrahim ef. Pečevija (Alajbegović), turski İbrahim Peçevi, Peçuyli İbrahim Efendi (osmanskim turskim: پچوى ابراهىم افندى )  (1574. – 1649.), osmanski povjesničar (kroničar) Tursko ime Peçevi znači "iz Pečuha".
Poznat po djelu u dva sveska Pečevijina povijest (Tarih-i Peçevi).
Mati iz obitelji Sokolovića. Šukundjed po ocu bio je turski spahija Kara Davud-aga u službi Mehmeda II.

## Životopis
Rođen u Pečuhu, a umro u Budimu.
Podrijetlom iz Bosne, a rodom iz Pečuha u Ugarskoj. Jedan je od najvažnijih i najzanimljivijih osmanskih povjesničara uopće. Rodbinska sveza s jednim nekim od najznačajnijih osmanskih državnika kraja 16. i početka 17. st., omogućila mu je značajnu karijeru u osmanskoj financijskoj upravi, zbog čega je bio vrlo upućen u unutarnje stvari osmanske politike. Pečevijino djelo u prvom dijelu prikazuj temeljem rada starijih autora osmansku povijest. Drugi dio Pečevijine povijesti Pečevija je napisao temeljem svog rada, doživjevši događaje ili prikupivši sam podatke od svjedoka. Djelo mu je važno jer stvari razumijeva kao osoba upućena u osmansku politiku iznutra, ali također se u obilju služi djelima zapadnih povjesničara te bavi i pitanjima osmanske svakodnevice. Slično kao i putopisac Evlija Čelebija, jezik Hrvata naziva bosanskim i hrvatskim.